# Peta Lily
Peta Lily, pseudonimo di Peta Wilhelmina Gottschalk (Brisbane, ...), è una mimo e regista teatrale australiana e una delle performer che hanno dato vita al teatro fisico a Londra negli anni ottanta del Novecento.

## Biografia
Peta Wilhelmina Gottschalk nasce a Brisbane, in Australia, dove si laurea in recitazione all'Università del Queensland. In seguito lavora nel campo della pubblicità per due anni e mezzo come copywriter e regista di spot radiofonici. Interpreta ruoli da protagonista in una serie di produzioni al La Boite Repertory Theatre di Brisbane prima di recarsi in Inghilterra e in Europa.
Giunta a Londra, seguendo delle lezioni con l'insegnante di mimo Desmond Jones al British Theatre Institute a Fitzroy Square, intravede delle possibilità nuove di utilizzo del movimento, oltre alla danza, cui si era dedicata fin da bambina: il mimo rappresenta per lei "un'intersezione tra gesto, espressione ed emozione".

### Three Women Mime
Dopo essersi formata come mimo, con altre due donne incontrate in questo suo percorso, la pittrice Tessa Schneideman e la burattinaia Claudia Prietzel, fonda la prima compagnia di mimo della Gran Bretagna composta da sole donne, Three Women Mime, che cerca di andare oltre la forma e lo stile di Marcel Marceau e la classica figura del clown "uomo qualunque", per esplorare le preoccupazioni femminili e interpretarle da un proprio punto di vista.
Peta Lily si esibisce per la prima volta con Three Women al pub-teatro York & Albany di Camden; nei primi tre spettacoli affronta temi come la maternità e la rappresentazione delle donne nella cultura popolare.

### 1983-1989
Nel 1981 le tre artiste partecipano ad un corso con Jacques Lecoq alla British Summer School of Mime Theatre, studiano con il regista giapponese Yoshi Oida e la compagnia parigina Théâtre du Mouvement.
Three Women, diventata ben presto un esempio di teatro alternativo di successo, vince un premio all'Edinburg Fringe Festival, partecipa al London International Mime Festival (1981 e 1982), si esibisce in diversi centri artistici nel Regno Unito e in tournée in Europa, grazie ai finanziamenti dell'Arts Council, con spettacoli come High Heels, Follies Berserk, Clotted Cream, guadagnandosi la copertina di Time Out Magazine.
Nel 1983 studia per la prima volta clown con il maestro francese Philippe Gaulier e scopre la danza butō. Dopo tre anni di attività con Three Women, Lily sente il bisogno di dare maggiore spazio alla drammaturgia e inizia una carriera da solista, contrassegnata dalla produzione di testi più lunghi con cui accompagnare le proprie esibizioni. Il suo primo spettacolo, a sfondo autobiografico, è Red Heart, nel quale parla della sua esperienza in Australia, e successivamente Whole Parts (1984), Frightened of Nothing (1987). Prima che il termine teatro fisico fosse ancora coniato, Peta Lily definisce il proprio lavoro mime theatre; lavora senza set o con una scenografia ridotta al minimo, affidandosi all'immaginazione del pubblico.
Negli anni '80 lavora spesso con l'attore, scrittore e regista Rex Doyle che aveva recitato nella compagnia Shared Experience, fondata da Mike Alfred, e ottiene una borsa di studio per studiare regia con quest'ultimo, noto per il suo approccio stanislavskiano, le cui tecniche accrescono le sue abilità come attrice e come regista. Con Doyle mette in scena Hiroshima mon amour (1984), Wendy Darling (1988), ispirato a Peter Pan e vincitore di un Fringe First Award, con protagonista una trentenne che in piedi davanti ad una finestra, resta in attesa dell'arrivo di un ragazzo.

### 1990-2020
Negli anni '90 interpreta la parte di Fuschia in Gormenghast di David Glass e John Constable, che prende spunti dal teatro kabuki. Dalla collaborazione con Glass nasce la nuova compagnia, denominata Peta Lily & Co, che sperimenta nuovi spettacoli, come Low Fidelity (1994) e Beg! (1994). Di quest'ultimo viene prodotta anche la versione cinematografica, in uno stile horror che ricorda Cronenberg; incentrata sulla relazione surreale tra una donna, la dottoressa Penelope, e un uomo che indossa una maschera da cane, esplora la sessualità attraverso il lato oscuro delle relazioni e della psiche, descrivendo attraverso i sogni e le fiabe, la lotta di Penelope con i ricordi e gli eventi dell'infanzia (incesto, sessualità, sviluppo dell'identità personale). Sempre con David Glass Lily mette in scena Whale, basato su Moby Dick di Melville.
Nel 1994 realizza il suo primo spettacolo teatrale, di cui è regista e autrice del testo, The Porter's Daughter, ispirato al Macbeth di Shakespeare. Nel 1996 è in tournée per Claire Dowie e Colin Watkeys nella commedia di Dowie All Over Lovely.
Dopo un periodo di pausa, durante il quale affronta il divorzio, il cancro, la malattia e la morte della madre, nel 1999 torna al lavoro da solista con la cosiddetta "trilogia anatomica" autobiografica: Topless (1999), seguita da Midriff (2002) e conclusasi, dopo sei anni di pausa, con Invocation (2008).
Nel 2012 realizza Chastity Belt, in cui esamina il rapporto tra sessualità e autonomia femminile, definito dall'autrice una "giocosa riscrittura del personaggio di Diana (Artemide) e dell'opera Lisistrata".

### Dark Clown
Ispirata dagli spettacoli della compagnia britannica Pip Simmons Theatre, un gruppo noto per le sue performance intensamente fisiche, viscerali e conflittuali nei confronti del pubblico, negli anni ottanta Peta Lily concentra il suo lavoro sul "dark clown", un personaggio oscuro e cupo e una modalità di espressione teatrale in cui commedia e tragedia si incrociano, provocando negli spettatori una "risata disturbata", contrapposta a quella scanzonata indotta dall'esuberanza da cartone animato del "clown dal naso rosso".
Lo scopo perseguito dall'artista è quello di scioccare il pubblico, sollecitando reazioni represse, offrendo "una rappresentazione quanto più autentica possibile della sofferenza, utilizzando le abilità della comicità (contrasto, ritmo, timbro, fraseggio, ripetizione, musicalità, ecc.) in modo che il pubblico rida, ma si senta il costo".

### Vita privata
Peta Lily è stata sposata con l'attore, regista e drammaturgo David Glass, pioniere del teatro fisico, con cui ha lavorato negli anni novanta, co-producendo diversi spettacoli. Si è separata nel 1995.

## Produzione[17]

### Interprete (Peta Lily and Co.)
- Topless (1999), debutto al Lion & Unicorn Theatre e successivamente portato in tournée in Grecia, Hong Kong e Australia
- Midriff (2002)
- Invocation (2010)
- Chastity Belt (2012)

### Regista
- Je Regrette (2016) per Sarah-Louise Young
- Fameled  (2018) per Lost in Translation Circus
- A Touch of Mrs Robinson  per Fiona Coffey
- Rough Magic  per LCF al Wilton's Music Hall

### Drammaturga
- The Porter's Daughter, 1994 (Cockpit Theatre e NTC tour)
- Blame  (Teatro Mechanis, Athens)
- Random Oracle, 2001 (Unity Theatre, Liverpool)[18]

### Attrice
- Beg! (1994), commedia horror, regia di Robert Golden; con Peta Lily, Philip Pellew[19]